# Casper (Geist)
Casper, in früheren deutschsprachigen Veröffentlichungen Casimir (original: Casper the friendly Ghost), ist die Hauptfigur einer Reihe von gleichnamigen, von Famous Studios produzierten Zeichentrickserien, einer gleichnamigen, seit 1952 von Harvey Comics produzierten Comicserie sowie entsprechend betitelter Filmproduktionen, darunter ein Kinofilm von 1995.

## Figur
Bei Casper handelt es sich um einen kleinen Geisterjungen. Er ist gewöhnlich weiß, kann sich aber, wie die anderen Geister in seiner Welt, unsichtbar machen. Auch kann er wie die anderen Geister durch Wände gehen. Casper hat an den Händen vier Finger, aber keine Zehen an den Füßen. In manchen Verfilmungen hat er nicht mal Beine, sondern lediglich einen Geisterzipfel am unteren Körper. Er hat eine Nase, zwei Augen und einen Mund, aber keine Ohren.

## Geschichte
Casper ist kein Geist wie alle anderen, da er nur freundlich sein will, was die anderen Geister aber nicht freut. Noch dazu fürchten sich die meisten Leute, Tiere und manchmal sogar Gegenstände vor ihm, obwohl es in den Geschichten meist üblich ist, dass kein Geist einem Sterblichen wirklich Schaden zufügt. Meistens wohnt Casper in einem alten Haus mit drei Geistern zusammen. Im amerikanischen Original sind sie seine Brüder, doch später werden sie zu seinen Onkeln.

## Weitere Figuren
- Geistertrio: Casper wohnt mit diesen drei Geistern zusammen. Sie erschrecken gerne andere Leute und ärgern auch Casper manchmal. Dennoch sind sie nicht ernstlich böse.
- Wendy: Wendy ist eine kleine Hexe, die blonde Haare und einen roten Hexenanzug mit Hut trägt. Wie Casper will sie nicht böse sein und ist sehr gut mit ihm befreundet. Beide sind sogar ein bisschen ineinander verliebt. Eine weitere Gemeinsamkeit mit Casper ist, dass sie mit drei älteren Vertreterinnen ihrer Zunft zusammenlebt, die anfangs als ihre Schwestern, später aber als ihre Tanten bezeichnet werden.
- Spooky: Spooky ist Caspers Cousin. Er sieht Casper sehr ähnlich, hat aber eine schwarze Nase, Sommersprossen und trägt eine Melone auf dem Kopf. Im Gegensatz zu Casper liebt er es, Leute zu erschrecken. Manchmal kann er auch hilfreich sein, aber meistens nur, wenn es sich für ihn auszahlt.
- Nightmare: Nightmare ist ein Geisterpferd. Es hilft Casper oft, tritt aber manchmal auch ohne ihn in den Comics auf. Es wird nie genau bestimmt, welchem Geschlecht es angehört, da es in einigen Geschichten weiblich, in manchen männlich zu sein scheint.

## Fernsehserien
Von Casper wurden einige Zeichentrickserien produziert:
- Matty's Funday Funnies (1959–1961)
- The New Casper Cartoon Show, dt. Casimir und Co. (1963–1970)
- Casper and the Angels (1979–1980)
- The Spooktacular New Adventures of Casper (1996–1998)
- Casper’s Scare School, dt. Caspers Gruselschule (2009–2012)

## Verfilmungen
Es wurden auch einige Filme produziert:
- Casper (1995)
- Casper: Wie alles begann (1997)
- Casper trifft Wendy (1998)
- Casper – Verzauberte Weihnachten (2000)
- Caspers Gruselschule (2006)

Während die ersten drei davon noch mit realen Schauspielern gespielt wurden, waren die anderen computeranimiert.